# 4047 Chang’E
A 4047 Chang'E (ideiglenes jelöléssel 1964 TT2) a Naprendszer kisbolygóövében található aszteroida. A Bíbor-hegyi Obszervatórium fedezte fel 1964. október 8-án.